# Celazia bipuncta
Celazia bipuncta är en fjärilsart som beskrevs av De Joannis 1930. Celazia bipuncta ingår i släktet Celazia och familjen trågspinnare. Inga underarter finns listade i Catalogue of Life.